# Mauro Moretti
Mauro Moretti (Rimini, 29 ottobre 1953) è un dirigente pubblico italiano.
Dal 15 maggio 2014 a maggio 2017 è stato amministratore delegato e direttore generale di Leonardo S.p.A. (la nuova denominazione di Finmeccanica dal 1º gennaio 2017). Dal 2015 ricopre anche le cariche di presidente dell'ASD - Associazione europea delle industrie dell'Aerospazio e della Difesa presidente dell'Italy-Japan Business Group, mentre dal 2013 al 2019 è stato presidente della Fondazione FS.
È stato amministratore delegato di Ferrovie dello Stato Italiane dal 2006 al 2014. Nel 2019 è stato condannato in secondo grado a sette anni di detenzione per responsabilità nella strage di Viareggio. Nel 2020 Moretti ricorre in Cassazione contro la condanna.
Tra gli incarichi internazionali ricoperti in passato, Moretti è stato vicepresidente della Union internationale des chemins de fer (dal 2009 al 2014) e presidente dello European Management Committee della UIC - Union Internationale des Chemins de Fer (dal 2013 al 2014) e presidente della Community of European Railway and Infrastructure Companies (da gennaio 2009 a dicembre 2013).

## Biografia
Si è laureato con lode in ingegneria elettrotecnica presso l'Università degli Studi di Bologna nel 1977.
Nel 1978, a seguito di concorso pubblico esterno, ha assunto la qualifica di ispettore e ha lavorato presso l'Officina Trazione Elettrica di Bologna, attuale ONAE. È poi diventato dirigente e ricoperto numerosi incarichi: vice direttore Divisione Tecnologie e sviluppo di Sistema (dicembre 1991), Direttore Divisione Sviluppo Tecnologico e Materiale di Sistema (marzo 1993), amministratore delegato di Metropolis -la società del gruppo Ferrovie dello Stato che controlla e gestisce i beni immobiliari- (febbraio 1994), direttore Area Strategica di Affari "Materiale Rotabile e Trazione" (luglio 1996), direttore area Strategica di Affari "Rete" (novembre 1997), consigliere di Amministrazione di Ferrovie dello Stato (febbraio 2001), amministratore delegato di Rete Ferroviaria Italiana (luglio 2001), presidente del consiglio di amministrazione di Grandi Stazioni (2008 - maggio 2014) e dal 2006 al 2014 è stato amministratore delegato di Ferrovie dello Stato Italiane.
Nel maggio 2014 viene nominato dal consiglio di amministrazione di Finmeccanica amministratore delegato e direttore generale del gruppo, cariche che mantiene anche in seguito al rebranding in Leonardo-Finmeccanica, avvenuto il 29 aprile 2016 e successivamente Leonardo S.p.A. (dal gennaio 2017), fino a maggio 2017.

### L'esperienza di sindacalista
Iscritto alla Cgil dai primi anni ottanta, Moretti scala i vertici sindacali fino a diventare membro della segreteria nazionale della Federazione Italiana Lavoratori Trasporti -Cgil (1986 ‐1990) con segretario generale nazionale Luciano Mancini.

### Amministratore delegato di Ferrovie dello Stato

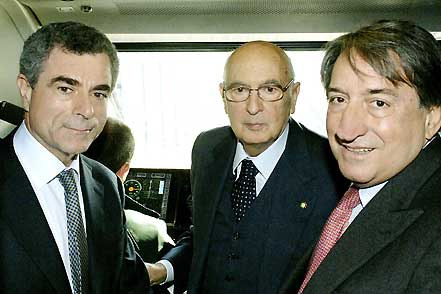
Mauro Moretti (a sinistra) in compagnia di Giorgio Napolitano e Innocenzo Cipolletta, all'interno della cabina di un Eurostar.

Nel 2006 l'allora Ministro dell'economia e delle finanze Tommaso Padoa-Schioppa nominò amministratore delegato Moretti, il quale rifiutò di ricoprire anche la carica di presidente poiché riteneva che il presidente e i consiglieri dovessero essere figure indipendenti e di garanzia.
Pochi mesi dopo il suo insediamento ai vertici della compagnia ferroviaria, in una relazione al Parlamento italiano ha descritto come catastrofica e sull'orlo del fallimento la situazione dell'azienda. Tre anni dopo, il 21 aprile 2009, ha dichiarato che Ferrovie dello Stato avrebbe chiuso il 2008 con un utile di 15-20 milioni di euro, primo risultato positivo nella storia di FS; anche l'esercizio 2009 si è chiuso in leggero attivo.
Il risanamento dei conti è stato frutto di un taglio ai servizi senza profitto e sussidi e della rimodulazione dei contratti di trasporto con le regioni, differenziando il costo dei treni a seconda del numero dei posti a sedere o all'anzianità di servizio del mezzo.
Durante il periodo della sua gestione, le FS, il 13 dicembre 2009, completano il grande progetto italiano della ferrovia ad alta velocità.
Inoltre durante il secondo mandato di Moretti, il Gruppo Ferrovie dello Stato, sigla un accordo con Veolia Transport per l'effettuazione di servizi passeggeri a lunga percorrenza in Europa e acquisisce la società ferroviaria Arriva Deutschland che gestisce alcuni servizi locali in Germania. Veolia Transport e Arriva Deutschland sono, rispettivamente, primo e terzo operatore ferroviario privato europeo.
Il 20 novembre 2009 il giornalista Gigi Riva de L'Espresso, riferendosi ad un disagio avvenuto durante un viaggio in treno, gli dedica una lettera "Egregio Mauro Moretti, amministratore delegato delle Ferrovie dello Stato, con la presente le chiedo di dimettersi."
Hanno destato polemiche le sue dichiarazioni fatte dopo le forti nevicate del dicembre 2009, durante le quali, in seguito a forti disagi che interessarono tutta la rete ferroviaria, consigliò agli utenti FS di portarsi in treno "panini e coperte"..
Inoltre, Moretti è stato criticato riguardo alla razionalizzazione e al taglio dei servizi, in particolare al servizio merci. A questo proposito Moretti afferma durante il meeting per l'amicizia fra i popoli 2010:

### La strage di Viareggio
Il 16 dicembre 2010 la procura di Lucca ha iscritto nel registro degli indagati per la strage di Viareggio, 38 persone fra le quali Moretti.. Il 18 luglio 2013 Moretti assieme ad altri 32 indagati è stato rinviato a giudizio. Il 31 gennaio 2017 il tribunale di Lucca lo condanna in primo grado a 7 anni di carcere per disastro ferroviario, incendio colposo, omicidio colposo plurimo, lesioni personali. La sentenza è stata confermata in appello il 20 giugno 2019, sebbene la procura generale di Firenze avesse chiesto la condanna a 15 anni e 6 mesi di reclusione. Moretti aveva rinunciato alla prescrizione scattata nel 2018 per i delitti di incendio colposo e lesioni personali colpose. Nel 2020 Moretti ricorre in Cassazione contro la condanna.
In una audizione al Senato Moretti definì la strage uno "spiacevolissimo episodio", mancando di sensibilità a detta del sindaco di Viareggio, Luca Lunardini, e dell'associazione dei parenti delle vittime. Tuttavia Moretti ha sempre ribadito che si trattava di una frase presa fuori dal contesto.

### Amministratore delegato di Leonardo S.p.A.
Nel 2014 Mauro Moretti viene nominato amministratore delegato di Finmeccanica (dal 2017 Leonardo S.p.A.). Durante il suo mandato avvia la riorganizzazione dell'azienda per rilanciarne la competitività sui mercati globali. Il piano prevedeva un polo industriale più integrato e articolato in divisioni operative. Le attività sono state concentrate nel core business di Aerospazio, Difesa e Sicurezza,  e gli asset non strategici, come il settore Trasporti, sono stati ceduti. Allo stesso tempo Moretti ha avviato una riduzione dell'indebitamento, la riduzione dei costi di gestione e il recupero di redditività. Nel corso del suo mandato viene inoltre proposto il cambio della denominazione sociale da Finmeccanica a Leonardo S.p.A., nome che trae ispirazione dal visionario e artista italiano Leonardo da Vinci.
Nel primo anno della sua gestione, il titolo Finmeccanica ha più che raddoppiato la sua quotazione passando dai 5,73 € di maggio 2014 ai 12,11 € di settembre 2015. Le agenzie di rating Moody's, Standard & Poor's e Fitch hanno rivisto l'outlook da negativo a stabile. La capitalizzazione di mercato è quasi raddoppiata, passando dai 3,3 miliardi € del maggio 2014 a 7 miliardi € Del 2017.
Il Bilancio 2014 del Gruppo ha registrato un utile dopo tre anni di risultati negativi. A fine febbraio 2015 l'Economist definisce la politica delle cessioni nei trasporti e la ristrutturazione di Finmeccanica come assolutamente necessarie.
Moretti rimane in carica come amministratore delegato fino a maggio 2017 e il nuovo consiglio di amministrazione di Leonardo, nella sua prima riunione del 16 maggio 2017, "ha verificato - si legge nella nota ufficiale del gruppo - la sussistenza dei presupposti per l'attribuzione all'ex amministratore delegato e direttore generale di un'indennità compensativa e risarcitoria pari a 9.262.000 euro oltre alle competenze di fine rapporto e di quanto spettante in relazione ai diritti maturati nell'ambito della partecipazione ai piani di incentivazione a breve e medio-lungo termine, come riportati nella relazione sulla remunerazione della società".

### Sindaco di Mompeo
Nel 2004, forse su suggerimento dell'amico Angelo Maria Cicolani, Moretti diventa sindaco di Mompeo, dove possiede una seconda casa. Viene eletto con la lista civica Torre Merlata tre colli e bandiera con il 56% dei voti; nel 2009 si ricandida ottenendo il 51,5% e rimane in carica fino a maggio 2014. A causa degli impegni lavorativi con le Ferrovie dello Stato, Moretti si occupa dell'amministrazione del piccolo comune via telefono, recandosi nel paese della provincia di Rieti (non essendovi residente) nel tempo libero. Alcuni cittadini si lamentano dell’assenza del sindaco, altri invece sostengono che è "come se fosse presente" sottolineandone l'impegno nell'amministrazione del paese. Durante il suo mandato, Moretti riesce ad ottenere il primo Piano Regolatore Generale per il suo paese.
Il paese non è servito da ferrovia e dista circa 24 km dalla più vicina stazione; lo stesso Moretti espresse riserve sulla realizzazione del secolare progetto della ferrovia Rieti-Roma, che avrebbe avvicinato l'isolata Sabina a Roma.

### Altri ruoli
- Presidente Onorario di AIAD, Federazione Aziende Italiane per l'Aerospazio, la Difesa e la Sicurezza, dal 2014.[39]
- Presidente della Fondazione FS da marzo 2013
- Presidente del Collegio Ingegneri Ferroviari Italiani dal 2004[7]
- Vice presidente dell'Unione industriali di Roma (rinnovato dicembre 2008 con delega alle infrastrutture, logistica e mobilità).[7] In carica fino a settembre 2012.
- Componente della giunta di Confindustria da ottobre 2006.[7]
- Componente elettivo del Consiglio Direttivo e del Comitato Tecnico Europa di Confindustria dal 2012.
- Rappresentante di Federtrasporto all'interno della medesima Giunta da fine maggio 2007 ad aprile 2012.[7]
- Componente di Giunta e Consiglio direttivo Assolombarda dal 2007 al 2014.[7]
- Da luglio 2013 entra a far parte del Consiglio Direttivo dell'Associazione Amici dell'Accademia dei Lincei per il triennio 2013 - 2016.
- Membro del consiglio Superiore dei Lavori Pubblici.[7] Fine incarico nel 2006.
- Vicepresidente con delega alle Grandi Infrastrutture dell'Unione Industriali Napoli da dicembre 2010 a giugno 2014.[40]
- Da ottobre 2012 è componente del consiglio direttivo e della giunta di Unindustria, di cui è stato vice presidente fino a settembre 2012.[41]
- Membro Comitato Scientifico Fondazione Politecnico di Milano per quadriennio 2011/2014[42]

## Onorificenze
- nominato manager dell'anno a Milano nell'ambito dei Finanza Company Awards 2008.[47]